# Свети Архангел Михаил (Милковица)
Вижте пояснителната страница за други значения на Свети архангел Михаил.
„Свети Архангел Михаил“ е български православен храм в село Милковица, община Гулянци. Разположена е в центъра, зад паметника на загиналите през Първата световна война, до кметството и читалище „Иван Вазов“, основано през 1928 г.

## История
Църквата е изградена през 1851 г., еднокорабна, триапсидна, с дървена емпория и с приблизителни размери: 9 на 18 метра. Камбанарията на църквата е построена след Освобождението в църковния двор.
Иконите са изписани в 1895 година от видния дебърски майстор Нестор Траянов.
Църквата е обявена за паметник на културата през 1981 г.